# Množírna

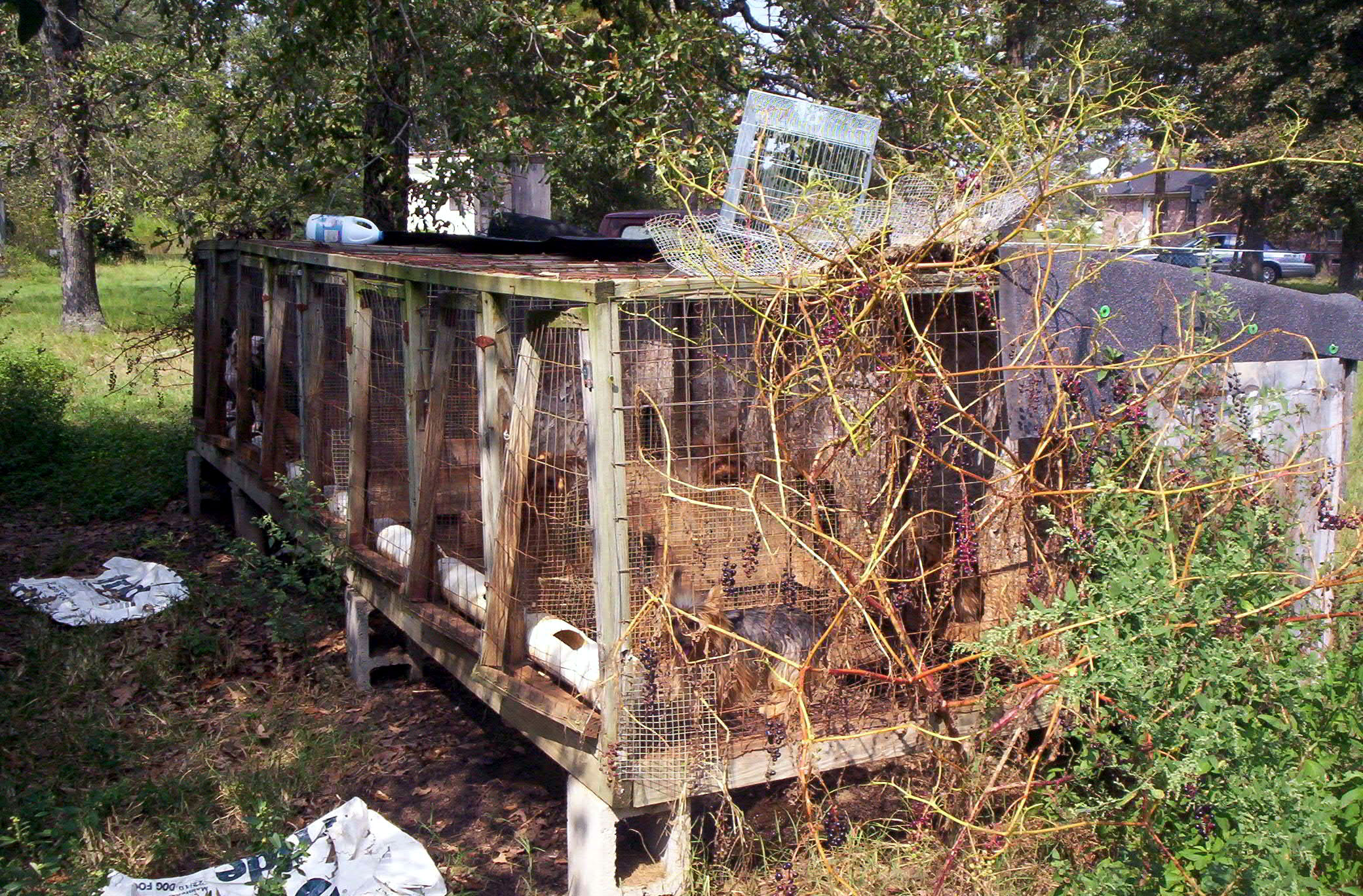
Množírna v USA

Množírna je zařízení, kde jsou v nevhodných podmínkách rozmnožováni psi nebo kočky, přičemž dochází k jejich týrání.
Striktně vzato byla „množírna“ po dlouhou dobu pojmem, který právní řád ČR neznal. Pojem „množírna“ zavedla s účinností od 1. února 2021 až novela 501/2020 Sb. zákona č. 246/1992 Sb. (zákon na ochranu zvířat proti týrání) v § 7a odst. 1):
Je zakázán chov psů nebo koček, včetně jejich rozmnožování, v zařízení, včetně bytu, ve kterém jsou chováni a rozmnožováni psi nebo kočky v nevhodných podmínkách, které způsobují jejich utrpení, a ve větším počtu, který jim neumožňuje uspokojovat jejich fyziologické, biologické nebo etologické potřeby (dále jen „množírna“). Množírnou se rozumí zařízení, včetně bytu, uvedené ve větě první, i když není hlavním cílem činnosti chovatele rozmnožování zvířat nebo dosažení zisku.

## Problémy spojené s množírnami
Jedná se o blíže nedefinovaný způsob chovu psů, realizovaný pro komerční, ale i nekomerční důvody, který provázejí některé závadné jevy. Nejvýraznější z nich je nedostatečná péče o zvířata. V případě komerčních množíren také daňové úniky při prodeji. Činnost komerčních množitelů je bezprostředně podmíněna poptávkou veřejnosti, nejvíce pak po módních plemenech, jejichž cena rozhodně nepatří k nízkým. Cílem je dosáhnout co nejvyššího výdělku při co nejnižších nákladech. Feny představují pouhý zdroj příjmu; komerční množitelé je připouští při každém hárání a ty rodí, dokud jim to jejich fyzický stav umožní. Množitelé přitom sami rozhodují o tom, kterým psem nakryjí fenu, bez ohledu na jejich zdraví, původ a povahové či exteriérové vlastnosti. Kvůli absenci kontroly dochází často ke křížení jedinců úzce příbuzných či nemocných, v důsledku čehož bývají i štěňata nemocná nebo s vrozenými vadami. Překupníci tuto okolnost zastírají falešnými výmluvami a neduhy kompenzují nízkou cenou. Tu však následně mnohonásobně překročí náklady na veterinární péči. Výjimkou nejsou ani prošlé vakcíny a zfalšované očkovací průkazy.

## Podmínky chovu
Zvířata v množírnách žijí často v klecích nebo kotcích na nepřiměřeně malém prostoru (nejednou se brodí ve vlastních výkalech), nemají dostatek vody ani krmiva, chovatelé jim nezajišťují potřebnou veterinární péči. Jakmile feny nejsou schopny další reprodukce, bývají nemilosrdně utraceny. Štěňata jsou od matky odebírána příliš brzy (většinou tři až čtyři týdny po porodu), což se následně projeví na jejich zdraví a psychice.

## Množírny v Česku
Na jaře 2008 byla odhalena množírna podnikatelky Zdeny Bártů v Jarošově, odkud bylo odvezeno několik desítek psů. Podnikatelka Zdena Bártů ale nepřestala, pouze se přesunula do vesnice u Dačic. Na podzim 2013 bylo opět odvezeno 80 psů do záchranných zařízení. Zdena Bártů se přestěhovala do Zachotína, kde dál provozovala svou činnost. Na problém upozorňovala nezisková organizace Azyl Dej pac, která zároveň podala trestní oznámení.
V zimě 2011 napsala česká odbornice na pomoc zvířatům v nouzi Nikol Schneiderová z organizace Pet Heroes článek "Triky množitelů", který dosáhl virálních rozměrů. Objevil se postupně na stovkách webů chovatelských stanic  Archivováno 6. 2. 2020 na Wayback Machine. Archivováno 6. 2. 2020 na Wayback Machine. a i po 10 letech od jeho vytvoření se jeho obdoba objevuje v internetových magazínech. Archivováno 6. 2. 2020 na Wayback Machine.
Reakce na velkou poptávku po informacích dala vzniknout nové iniciativě. Neziskové organizace Šance zvířatům a Občanské sdružení Beky (dnes Pet Heroes) vytvořily informační portál stop-množitelům, ze kterého mohla čerpat veškerá média relevantní informace vycházející z dlouholeté praxe boje s množiteli. Archivováno 6. 2. 2020 na Wayback Machine. Tento projekt měl za cíl rozšířit povědomí o množitelích mezi širokou veřejnost a vytvořit tak místo s přehledně zpracovanými veškerými informacemi jak pro média, tak pro veřejnost.
V únoru roku 2012 vyšla najevo nekomerční množírna v Limuzech, kde bylo na zahradě objeveno přibližně 50 psů ve špatném zdravotním a výživovém stavu. O tyto psy se postupně postaraly organizace Naděje pro čtyři tlapky, DogPoint, Cibela, útulek Libeň, kočičí azýlek Valteřice, soukromý útulek Světec.
V srpnu roku 2012 vyšla kritika Zákona na ochranu zvířat, kde je zdůrazněna potřeba čipování od členky ODS Mgr. Lenky Raadové.
V únoru roku 2013 se podařilo odhalit komerční množírnu v Lískovci, kde bylo přibližně 150 psů. Zachránit se jich podařilo pouhých 27.  O tyto se postupně postaraly organizace Mazlíci v nouzi, Neposedné tlapky, Moravskoslezský spolek na ochranu zvířa, Nadace na pomoc zvířatům, Naděje Kavalíra Charlie a Russell Rescue. I přes deklaraci, že podnikatel Petr Žiška svou množírnu zruší, organizace Mazlíci v nouzi, která situaci monitorovala, zaznamenala, že z budov vychází štěkot i nadále.
V létě 2014 se začalo na veřejnosti o množírenské problematice intenzivně hovořit také v souvislosti s kauzou moderátora a sportovního komentátora České televize Jana Smetany. Jan pořídil nevědomky své dceři Nikole k jejím sedmým narozeninám nemocné a příliš mladé štěně od jedné podvodné prodávající. Pejsek záhy, přesně v den sedmých narozenin dcery, uhynul.
Jan však svůj příběh uveřejnil, a poté, co se mu v návaznosti na novinové články ozvaly stovky obdobně podvedených osob z celého Česka s žádostí o pomoc, ukázalo se, že zájmové chovy psů představují velký společenský problém. Kauza množení psů odkryla veřejnosti dosud skryté problémy ochrany domácích zvířat v plné šíři.
Česká republika platí spolu se Slovenskem a některými dalšími východoevropskými státy za hlavní „vývoznu“ psů a koček pro celou Evropu. Na alarmující stav poukazují dlouhodobě mezinárodní organizace, podvodné praktiky při prodeji psů mapují zahraniční média. Přestože je Česko považováno za stát pejskařů, nemá paradoxně žádnou obecnou normu, která by závazně upravovala práva a povinnosti při zájmovém chovu domácích zvířat. Chovatelství je zde navíc prostou ohlašovací živností. Konečně české správní úřady mají na rozdíl od zahraničních institucí jen omezené portfolio nástrojů a postihů, které mohou proti nezodpovědným a protiprávně jednajícím chovatelům uplatnit. Například v Austrálii to, čemu se v Česku říká „množírenský byznys“, sankcionují vysokými pokutami a v extrémních případech až dvouletým vězením.
Péče o domácí zvířata a obchod s nimi představují zlatý důl pro lidi, kteří se na něm podílí. Evropané utratí ročně za péči o domácí mazlíčky zhruba 8,5 miliardy euro. Cena psů a koček je navíc v západoevropských zemích až trojnásobně vyšší oproti zemím, z nichž tato zvířata pocházejí (nejčastěji z východní Evropy). Závažným problémem je také pašování zvířat do zahraničí. Z Česka putují nejčastěji přes Belgii a Nizozemí do svých nových domovů nebo do zverimexů ve Francii, Itálii, Německu, Španělsku a Velké Británii. Překupníci si při těchto aktivitách často pomáhají falešnými dokumenty a veterinárními potvrzeními.
Všechny popsané faktory a především chybějící zákony daly v minulosti vzniknout šedé zóně množitelů, tzv. množírenské mafii, která se na rozdíl od poctivých chovatelů neštítí ničeho. Podle listu Normandie-Actu je světový ilegální obchod se zvířaty po drogách a zbraních třetí největší.
Na podzim roku 2014 vznikla iniciativa NE množírnám!, která sesbírala tisíce podpisů na podporu příslušných legislativních změn.
Osvětově začala působit také veterinární lékařka Martina Načeradská.
Nutnost prosazení legislativních změn vedly advokáty z týmu Jana Smetany k založení nové neziskové organizace ANIMAL EYE, jejímž účelem je důslednější prosazování práv a zájmů zvířat, především těch domácích. V jejím čele stanula pražská advokátka se zkušenostmi z médií Zuzana Rennerová, která dříve působila také jako ředitelka odborné asociace zabývající se veřejným investováním. Činnost neziskové organizace ANIMAL EYE podporuje například zakladatelka a prezidentka Nadace Naše dítě a senátorka za hnutí ANO Ing. Zuzana Baudyšová. Spolupracovníkem je dlouholetý náměstek na ministerstvu spravedlnosti a životního prostředí a přední odborník na oblast veřejné správy a legislativu František Korbel. Představitelé ANIMAL EYE se podílí ve spolupráci s předsedou Ústřední komise pro ochranu zvířat a Českomoravskou kynologickou unií na prosazování nové legislativy v oblasti zájmových chovů psů. Ustavila se také expertní parlamentní skupina doplněná o zástupce KVL, ČMKU, veterinární lékařku Martinu Načeradskou a advokátku Zuzanu Rennerovou.
Do celé problematiky a legislativního procesu se následně zapojily rovněž klíčové instituce, především Ministerstvo zemědělství, Státní veterinární správa a Policie ČR. Ministerstvo zemědělství připravilo novelu veterinárního zákona, podle které budou mít všichni chovatelé s více než pěti fenami povinnost tento chov před zahájením nebo ukončením chovatelské činnosti oznámit krajské veterinární správě. Na počátku dubna 2016 došlo k uzavření dohody mezi Policejním prezidiem ČR a Státní veterinární správou, která by měla zlepšit právě objasňování případů týrání zvířat, a to i prostřednictvím společných kontrolních akcí policistů a úředních veterinárních lékařů.
Dále se podařilo přijetí novely zákona o ochraně spotřebitele, která zavedla bezplatné mimosoudní řešení spotřebitelských sporů před Českou obchodní inspekcí (ČOI). Uvedené řízení dává lidem podvedeným množiteli jednodušší a realističtější možnost, jak se nekalým praktikám bránit.
V roce 2015 vyšla publikace Továrna na štěňata od spisovatelky Simony Smith.
V květnu roku 2015 bylo odvezeno z množírny v Brně-Lískovec od podnikatelky Ministrové 13 koček v katastrofálním stavu.
V květnu 2016 vytáhl do boje proti zoomafii i provozovatel jednoho z největších tuzemských inzertních portálů – společnost ANNONCE, která začala ve spolupráci s partnerskou organizací ANIMAL EYE a dalšími ochranáři jako první subjekt v Česku blokovat závadnou inzerci překupníků a množitelů psů a která při této příležitosti spustila velkou osvětovou kampaň.
1. prosince 2016 Ústřední komise pro ochranu zvířat (ÚKOZ) – poradní orgán ministra zemědělství na úseku ochrany zvířat přijala odborné stanovisko, kterým doporučila zavedení jednotné evidence a označování psů na území ČR. Záměr veřejně podpořil poslanec vládního hnutí ANO – člen zemědělského výboru Miloš Babiš.
Kriminální pozadí jednotlivých kauz zaznamenal v dokumentárním cyklu Intolerance známý český režisér Břetislav Rychlík.
V únoru 2018 bylo odvezeno 212 psů v zuboženém stavu z množírny v Kamenici nad Lipou od manželů Švecových. Psi byli přesunuti to útulků a neziskových organizací po Česku V červenci téhož roku odvezli ochránci zvířat 59 zvířat z další množírny v Podivíně na Břeclavsku.
V roce 2019 vyšel dokumentární cyklus o množírnách v pořadu Černota na Streamu. Pořad zdokumentoval zásah kompetentních institucí ve věci množírny psů.
V lednu 2019 byla odhalena množírna v Ivančicích, kde se našlo kromě zanedbaných zvířat také 6 mrtvých zohavených psů.